# Ryoichitakahashia prunifoltae
Ryoichitakahashia prunifoltae är en insektsart. Ryoichitakahashia prunifoltae ingår i släktet Ryoichitakahashia och familjen långrörsbladlöss. Inga underarter finns listade i Catalogue of Life.